# Skok blanik
Blanik – figura w skoku przez konia zapisana pod nr 332 przez Międzynarodową Federację Gimnastyczną. Skok polega na przerzucie, podwójnym salcie w przód w pozycji łamanej. Nazwany tak od nazwiska Leszka Blanika, który jako pierwszy poprawnie wykonał ten skok.